# Taterillus emini
Taterillus emini е вид гризач от семейство Мишкови (Muridae). Видът не е застрашен от изчезване.

## Разпространение и местообитание
Разпространен е в Демократична република Конго, Етиопия, Кения, Сомалия, Танзания, Уганда, Централноафриканска република и Южен Судан.
Обитава места със суха почва, ливади и савани в райони с тропически и субтропичен климат, при средна месечна температура около 24,8 градуса.

## Описание
Теглото им е около 52 g.